# V448 Большого Пса
V448 Большого Пса (лат. V448 Canis Majoris) — двойная затменная переменная звезда типа W Большой Медведицы (EW) в созвездии Большого Пса на расстоянии (вычисленном из значения параллакса) приблизительно 2772 световых лет (около 850 парсеков) от Солнца. Видимая звёздная величина звезды — от +13,55m до +12,93m. Орбитальный период — около 0,3695 суток (8,8676 часов).